# Chevalierella
Chevalierella là một chi thực vật có hoa trong họ Hòa thảo (Poaceae).

## Loài
Chi Chevalierella gồm các loài: